# 赵容 (足球运动员)
赵容（1991年8月2日—），女，安徽人，中国足球运动员，中国国家女子足球队成员，司职前锋。她曾随队参加2015年女子世界杯足球赛和2016年里约奥运会女子足球比赛，两次比赛队伍均止步八强。

## 外部連結
- 赵容在国际奥林匹克委员会的资料
- Soccerway資料庫：赵容